# David Cohen (Politiker)
David Cohen (* 13. November 1914; † 3. Oktober 2005 in Philadelphia) war ein US-amerikanischer Politiker der Demokratischen Partei. Bis zu seinem Tod war er einer der ältesten aktiven Politiker der Vereinigten Staaten.
Der Jurist Cohen begann seine politische Karriere 1935 als Wahlhelfer. Seitdem hatte er zahlreiche politische Ämter inne. Zuletzt gehörte er dem Stadtrat von Philadelphia an.
Mit zunehmendem Alter wurde Cohen wiederholt mit Strom Thurmond aus South Carolina verglichen, der mit 100 Jahren aus dem US-Senat ausschied. Cohen sah sich jedoch lieber im Vergleich mit dem Abgeordneten Claude Pepper aus Florida, der bis zu seinem Tod im Alter von 88 Jahren im Kongress saß.